# Ueli Sutter
Ueli Sutter (Bettlach, 16 de marzo de 1947) fue un ciclista suizo. Profesional desde 1973 hasta 1981, venció la clasificación de montaña del Giro de Italia 1978.

## Carrera
De los años cincuenta a los años setenta, los corredores profesionales suizos tenían la posibilidad de pertenecer a dos equipos, una suiza para participar a las carreras nacionales y una extranjera para las carreras del calendario internacional.
Obtuvo solo dos éxitos en su carrera de profesional, dos carreras menores suizas, la Biel-Magglingen del 1980 y la Embrach del 1976, tres podios en el Campeonato nacional en ruta, tercero en 1975 y en 1976 y segundo en 1977. Además, fue décimo en el Giro de Italia 1978, año en el cual consiguió también la clasificación de los escaladores interrumpiendo un dominio español que duraba de 7 años.

## Palmarés
1972
- 1 etapa del Tour del Porvenir

1974
- 3º en el Campeonato de Suiza en Ruta

1975
- 3º en el Campeonato de Suiza en Ruta

1976
- 2º en el Campeonato de Suiza en Ruta

1978
- Clasificación de la montaña en el Giro de Italia

## Resultados en Grandes Vueltas
Durante su carrera deportiva ha conseguido los siguientes puestos en las Grandes Vueltas:
| Carrera         | 1973 | 1974 | 1975 | 1976 | 1977 | 1978 | 1979 | 1980 | 1981 |
| --------------- | ---- | ---- | ---- | ---- | ---- | ---- | ---- | ---- | ---- |
| Giro de Italia  | 70.º | -    | -    | 50.º | 36.º | 10.º | -    | -    | -    |
| Tour de Francia | -    | -    | -    | -    | -    | -    | Ab.  | -    | -    |
| Vuelta a España | -    | -    | -    | -    | -    | -    | -    | -    | -    |
| Mundial en Ruta | -    | -    | Ab.  | Ab.  | Ab.  | -    | Ab.  | Ab.  | -    |